# Пол Ріні
Пол Ріні (англ. Paul Reaney, нар. 22 жовтня 1944, Лондон) — англійський футболіст, що грав на позиції захисника.
Виступав, зокрема, за клуб «Лідс Юнайтед», а також національну збірну Англії.
Дворазовий чемпіон Англії. Володар Кубка Англії з футболу. Володар Кубка англійської ліги. Володар Суперкубка Англії з футболу. Дворазовий володар Кубка ярмарків.

## Клубна кар'єра
У дорослому футболі дебютував 1962 року виступами за команду «Лідс Юнайтед», у якій провів шістнадцять сезонів, взявши участь у 556 матчах чемпіонату. Більшість часу, проведеного у складі «Лідс Юнайтед», був основним гравцем захисту команди.
Протягом 1978—1980 років захищав кольори клубу «Бредфорд Сіті».
Завершив ігрову кар'єру у команді «Ньюкасл Юнайтед Джетс», за яку виступав протягом 1980—1981 років.

## Виступи за збірну
У 1968 році дебютував в офіційних матчах у складі національної збірної Англії.
Загалом протягом кар'єри в національній команді, яка тривала 4 роки, провів у її формі 3 матчі.

## Титули і досягнення
- Чемпіон Англії (2):

«Лідс Юнайтед»: 1968-1969, 1973-1974
- Володар Кубка Англії з футболу (1):

«Лідс Юнайтед»: 1971-1972
- Володар Кубка англійської ліги (1):

«Лідс Юнайтед»: 1967-1968
- Володар Суперкубка Англії з футболу (1):

«Лідс Юнайтед»: 1969
- Володар Кубка ярмарків (2):

«Лідс Юнайтед»: 1967-1968, 1970-1971